# Seleção Queniana de Rugby Sevens Feminino
A Seleção Queniana de rugby sevens representa o Quênia nos torneios de rugby sevens. É uma das seleções mais renomadas da África, seu continente, que compete na Série Mundial de Rugby Sevens, na Copa do Mundo de Rugby Sevens, nos Jogos Olímpicos e nos Jogos da Commonwealth.

## História
Em 2012, a capitã do Quênia, Aberdeen Shikoyi, morreu em 29 de maio, após uma lesão sofrida em uma partida contra Uganda.
O Quênia se classificou para os Jogos Olímpicos de Verão de 2016 ao vencer a Copa Africana Feminina de Sevens de 2015. Em 2019, apesar de terem ficado em segundo lugar no Africa Women's Sevens, elas se classificaram para as Olimpíadas de 2020 porque a África do Sul recusou sua vaga regional.
Em 2024, elas competiram no World Rugby Sevens Challenger Series; foram vice-campeãs na primeira rodada da série que aconteceu em Dubai.

## Desempenho

### Jogos Olímpicos
| 2016  | Fase de grupos | 11        | 5         | 1         | 0         | 4         |
| 2020  | Fase de grupos | 10        | 5         | 1         | 0         | 4         |
| 2024  | A definir      | A definir | A definir | A definir | A definir | A definir |
| Total | 0 títulos      | 0/3       | 10        | 2         | 0         | 8         |